# Reforma 222 Centro Financiero

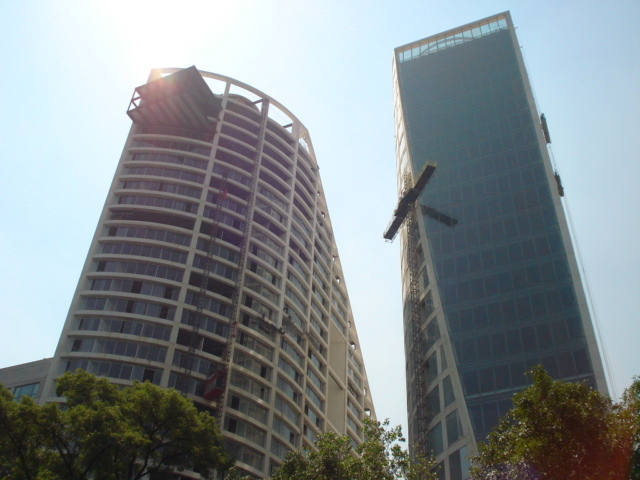
Reforma 222 Torre 1 a la izquierda, a la derecha Reforma 222 Centro Financiero.

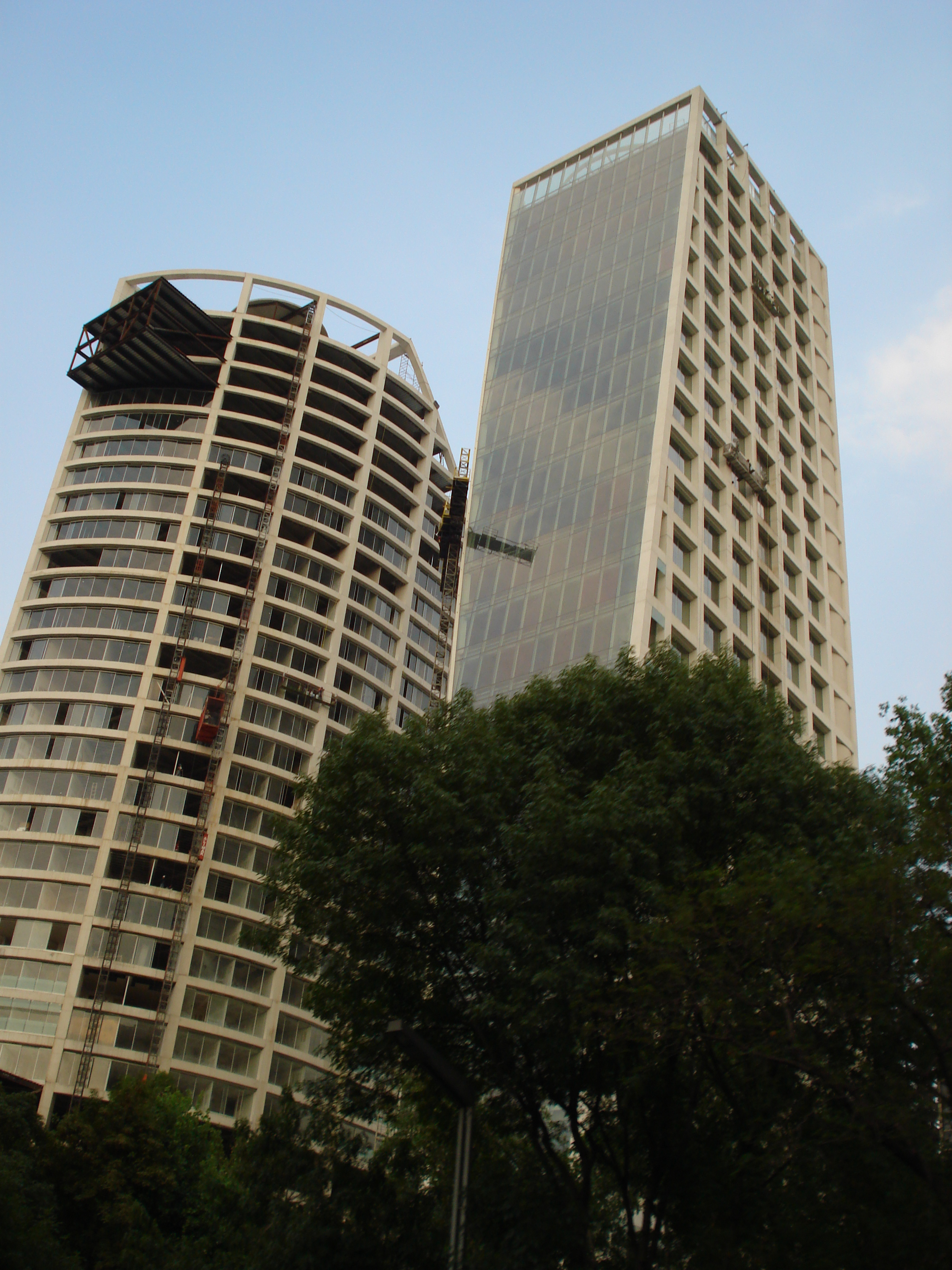
Reforma 222 a la derecha y a la izquierda Edificio Reforma 222 Torre 1.

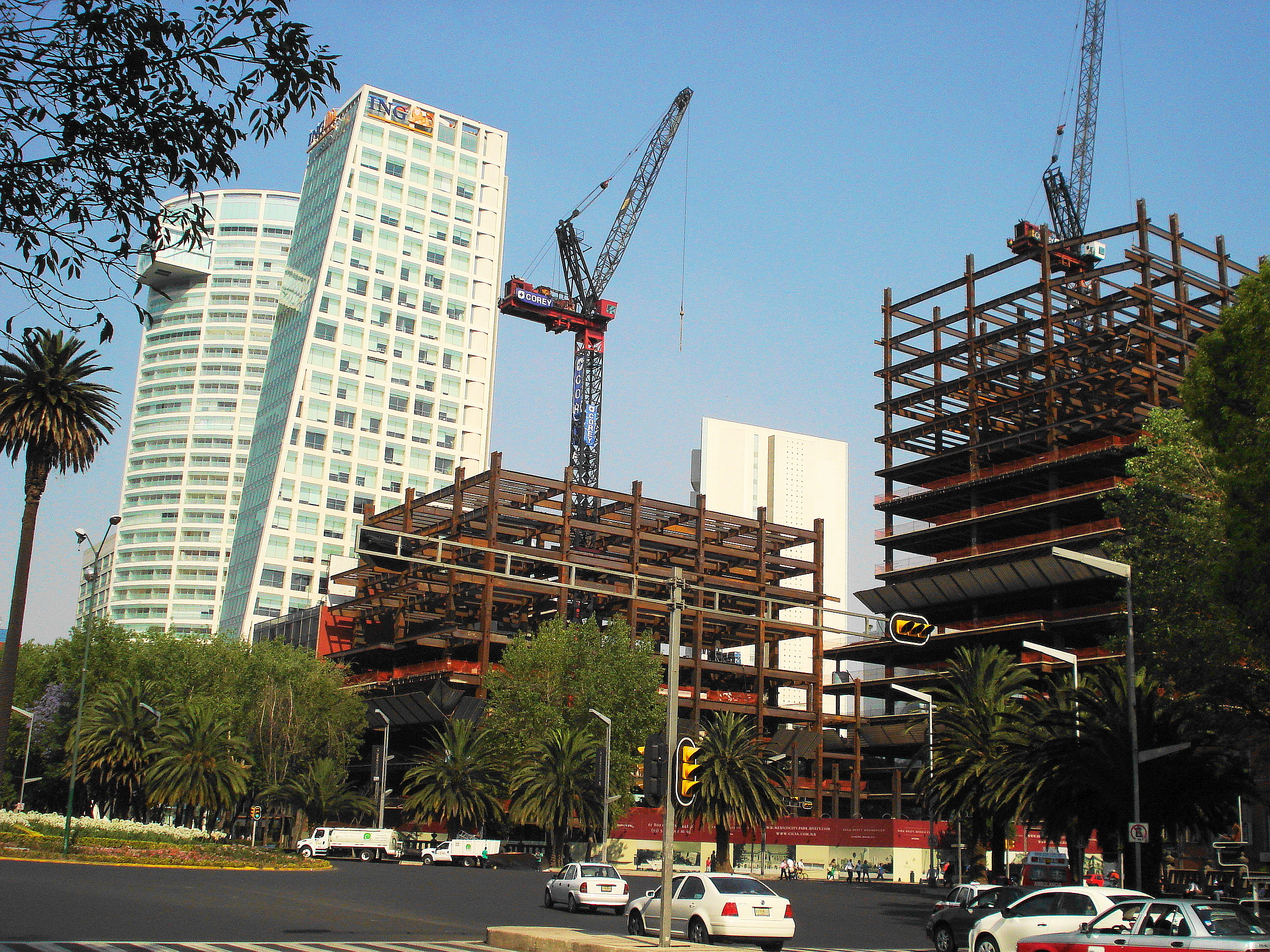
Complejo Reforma 222.

El Reforma 222 Centro Financiero es un edificio que forma parte del complejo Reforma 222, ubicado en Avenida Paseo de la Reforma #222, Colonia. Juárez, Delegación Cuauhtémoc en la Ciudad de México, cuenta con 10 elevadores (ascensores), para ser exactos se convirtió en el séptimo edificio más alto del Paseo de la Reforma y uno de los más modernos de la Ciudad de México. Cuenta además con uno de los centros comerciales más modernos del centro de la Ciudad de México; el centro comercial se ubica en los tres primero pisos. Los inversionistas del proyecto fueron Grupo Dahnos que construirá la torre más alta de Latinoamérica, la Torre Bicentenario.
Cabe destacar que esta torre junto con el complejo de Reforma 222 tuvieron un impacto visual en el panorama urbano de la Ciudad de México desde el 2007 que fueron terminadas las estructuras, y en especial de la Avenida Paseo de la Reforma, la razón, la forma de las torres y el color de estas, además las dos torres más altas se convirtieron en uno de los edificios más altos de dicha avenida.

## La Forma
- Su altura es de 125.8 m, tiene 31 pisos, con un área total de 3,9 ha y los pisos cuentan con una altura libre de 3,7 m.

- La fachada de la torre consta de una estructura basándose en atiezadores de cristal templado de 20 mm extraclaro, la cual sujeta a una envolvente de cristal doble. La primera capa es de un cristal extraclaro de 4,1 m de altura x 1,6 m de ancho. La segunda capa consta de un vidrio templado con las mismas dimensiones que el primero pero con la peculiaridad se ser un "Low E", el cual controla la emisión de rayos ultravioleta para lograr una fachada sumamente eficiente en cuanto al ahorro de energía, así como el control acústico.

## Detalles Importantes
- Su construcción comenzó en el 2004 y tuvo fin en el 2007.

- Desde el año 2012, esta torre es sede de Grupo Sura.

- Diseñado como el resto del proyecto por el arquitecto Teodoro González de León, este edificio imponente con 25 niveles y una elegante inclinación hacia atrás que permite la armónica integración de las vistas de los distintos edificios del proyecto.

- El vestíbulo de doble altura, de moderno diseño lleva a través de seis elevadores de alta velocidad a los pisos de oficinas que tienen 800 m² en promedio con luz natural y vistas en tres de sus cuatro lados. Los pisos de oficinas cuentan con avanzados sistemas de aire acondicionado. Si

- Debido a la zona en que se encuentra que es de alto riesgo, cuenta con 50 amortiguadores sísmicos y 78 pilotes que penetran a 60 metros superando el relleno pantanoso del lugar de donde se encuentra.

- Los materiales que se usaron para construir este edificio son: concreto armado, vidrio y cristal templado.

- Su uso es exclusivamente de oficinas.

- Cuenta con 4 niveles subterráneos.

- Esta a lado de la Torre Reforma 222 y de la Torre 2 Reforma 222.

- Cuenta con 26 amortiguadores sísmicos.

- Es uno de los edificios más seguros de Latinoamérica.

- Antiguamente el espacio donde está construido era ocupado por un edificio de 9 pisos.

- Edificio Reforma 222 Torre 1 junto con Reforma 222 Financiero y Torre HSBC son los primeros de su tipo en edificios amigables con el medio ambiente en América Latina ya que reduce el consumo eléctrico y de aguas, que incluye equipo sanitario de bajo consumo, colectores pluviales, una planta de tratamiento de aguas residuales además de un uso eficiente de agua no potable.

- Cabe destacar que el Reforma 222 Centro Financiero es de los nuevos edificios del Paseo de la Reforma junto con, Edificio Reforma 222 Torre 1, Torre Magenta, Torre Florencia, Torre HSBC, Torre Libertad, Edificio Reforma 90, Edificio Reforma 243.

## Edificio Inteligente
El edificio cuenta con una manejadora de aire automática en cada nivel para surtir.
El edificio cuenta con los siguientes sistemas:
- Sistema de generación y distribución de agua helada ahorrador de energía.
- Sistema de Volumen Variable de Aire (Unidades manejadoras de aire y preparaciones de ductos de alta velocidad en cada nivel de oficinas).
- Sistema de Extracción Sanitarios Generales en cada nivel de oficinas.
- Sistema de ventilación Mecánica de aire automático en estacionamientos,
- Sistema de Extracción Mecánica Cuarto de basura.
- Sistema de Acondicionamiento de Aire automático tipo Mini-Split para cuarto de control, administración, venta y sala de juntas.

Es considerado un edificio inteligente, debido a que el sistema de luz es controlado por un sistema llamado B3, al igual que el de Torre Mayor, Torre Ejecutiva Pemex, World Trade Center México, Torre Altus, Arcos Bosques, Arcos Bosques Corporativo, Torre Latinoamericana, Edificio Reforma 222 Torre 1, Haus Santa Fe, Edificio Reforma Avantel, Residencial del Bosque 1, Residencial del Bosque 2, Torre del Caballito, Torre HSBC, Panorama Santa fe, City Santa Fe Torre Ámsterdam, Santa Fe Pads, St. Regis Hotel & Residences, Torre Lomas.

### Sistema de Detección de Incendios
La torre cuenta con sistemas de detección y extinción automáticos de incendios. Todas las áreas comunes, incluyendo los sótanos de estacionamiento, cuentan con sistema de rociadores y de detectores de humo conectados al sistema central inteligente del edificio. Además, como complemento del sistema se instalaron gabinetes con manguera, con un extintor de polvo químico seco tipo ABC de 6 kg. 

### Sistema de Extracción de Humos
En el cuarto se instalaron:
- Una bomba Jockey para mantener la presión.
- Una bomba con motor eléctrico para el servicio norma.
- Una bomba con motor de combustión interna para el servicio de emergencia.

- Todos los tableros y accesorios para el funcionamiento de los equipos contra incendio son totalmente automáticos y son conectados al sistema inteligente de la torre.

## Datos clave
- Altura- 125 m
- Espacio de oficinas - 3,9 ha
- Pisos- 4 niveles subterráneos de estacionamiento y 26 pisos.
- Estructura de concreto armado con:
  - 1,860 t de acero.
  - 18,000 m³ de concreto.
  - 41,000 m² de cristal.
  - 50 amortiguadores sísmicos
  - 78 pilotes de concreto y acero
- Condición: en uso.
- Rango: 	
  - En México: 32.º lugar, 2011: 55.º lugar
  - En Ciudad de México: 29º lugar, 2011: 41.er lugar
  - En la Avenida el Paseo de la Reforma: 7º lugar, 2011: 9º lugar